# ریچارد فریدنبرگ
ریچارد فریدنبرگ (انگلیسی: Richard Friedenberg؛ زادهٔ ۱ ژانویهٔ ۲۰۰۰) کارگردان فیلم و فیلم‌نامه‌نویس اهل ایالات متحده آمریکا است.
وی همچنین برندهٔ جوایزی همچون جوایز امی ساعات پربیننده شده‌است.